# Seregno
Seregno är en ort och kommun i provinsen Monza e Brianza i regionen Lombardiet i Italien. Kommunen hade 44 985 invånare (2018).